# Candida (slægt)
Candida er en slægt af gærsvampe. Mange arter i slægten lever som symbionter på pattedyr, herunder også på mennesker. Visse arter er patogener, dvs. de kan føre til sygdom. Den klinisk mest betydningsfulde art er Candida albicans, som bl.a. kan forårsage trøske, vaginitis og, hos immunkompromiterede individer, alvorlige systemiske infektioner.
Infektioner der skyldes svampe i Candida slægten kaldes candidiasis.